# Andreína Bocchino
Andreína Celeste Marina Bocchino (Ensenada, 28 de enero de 1915-La Plata, 15 de abril de 2001) fue una paleontóloga argentina conocida por su trabajo en paleontología de vertebrados. En 1957 fue autora del primer artículo publicado en la revista argentina especializada en paleontología Ameghiniana. Fue la primera mujer en ocupar la vicepresidencia de la Asociación Paleontológica Argentina en 1965.

## Biografía
En 1942 obtuvo el título de Doctora en Ciencias Naturales por la Universidad Nacional de La Plata con la tesis Los didélfidos fósiles argentinos, bajo la dirección de Ángel Cabrera Latorre.
Realizó sus trabajos de investigación en el Museo de La Plata. 
En 1959 acompañó como docente el proyecto de Rosendo Pascual para crear la Licenciatura en Paleontología de Vertebrados de la Facultad de Ciencias Naturales y Museo de la Universidad Nacional de La Plata.Se convirtió en jefa del Laboratorio de la División Paleontología Vertebrados del Museo de La Plata en 1964.
En 1965 fue la primera mujer en ocupar la vicepresidencia de la Asociación Paleontológica Argentina (APA), que había sido fundada en 1955. Ocupó la vicepresidencia por tres periodos: 1965-1967, 1967-1969 y 1972-1973. También se desempeñó como vocal de la comisión directiva provisoria de 1955-1956 y como protesorera en tres períodos (1957-1958, 1959-1961, 1961-1963).
Durante su carrera publicó varios trabajos sobre peces y mamíferos fósiles, entre ellos el primer artículo publicado por la revista Ameghiniana, especializada en paleontología. También nombró las especies: Propygidium primaevus en 1964, Luisiella inexcutata en 1967, Neosemiuonotus puntanus en 1973, Lepidotes pusillus en 1973, Austrolepidotes cuyanus en 1974 y Macromesodon agrioensis en 1977. Algunas de estas especies fueron revisadas posteriormente y asignadas a otros taxones.
Firmó varios de sus trabajos como Andreína Bocchino de Ringuelet, incluyendo su apellido de casada.

## Publicaciones
- Bocchino de Ringuelet, A. Estudio del genero Chasicotherium Cabrera y Kraglievich 1931 (Notoungulata - Homaldotheriidae) - Ameghiniana, 1957. Vol.1, No. 1-2.
- Pascual, R., Bocchino, A., 1963, Un nuevo boriénido, Borhyaeninae (Marsupialia) del Plioceno media de Hidalgo (La Pampa). — 3(4):97-107
- Bocchino de Ringuelet, A., 1964, Sobre un Pygidiidae (Pisces, Silurivormes) del Eoceno de Río Negro. 3(7):185-189.
- Bocchino de Ringuelet, A., 1966. Luisiella inexcutata gen. et sp. nov. (Clupeiformes, Dussumierit dae), del Cretácico del Rio Chubut, Argentina. (Comunicación), — 4(10):387.
- Bocchino de Ringuelet, A. Luisiella inexcutata gen. Et sp. Nov. (pisces, clupeiformes, dussumieriidae) del Jurásico superior de la provincia de Chubut, Argentina - Ameghiniana, 1967. Vol.5, No.2.
- Bocchino de Ringuelet, A., 1967. Designación de lectotipos de peces fosiles argentinos y observaciones críticas. — 5(5):179-180.
- Bocchino de Ringuelet, A. Algunos peces fósiles del denominado patagoniano del oeste de Chubut, Argentina – Revista Ameghiniana , 1971. Vol. 8 No.1
- Bocchino de Ringuelet, Semionotidae (pisces, holostei, semionotiformes) de la formación Lagarcito (Jurásico Superior), San Luis, Argentina - Ameghiniana, 1973. Vol. 10 No.3
- Bocchino de Ringuelet, A.(9), 1974. Australepidotes cuyanus gen. et sp. nov. y otros restos de peces fósiles de la Formación Lagarcito (? Jurásico superior), San Luis, Argentina. 11(3):237-248.
- Un nuevo gyrodontidae (pisces, holostei, pycnodontiformes) de la formación agrio (Cretácico inferior) de la provincia de Neuquén, Argentina. - Ameghiniana, 1977. Vol. 14 No.1-4
- Revisión de los osteichthyes fósiles de la Republica Argentina 1. Identidad de tharrias feruglioi bordas 1943 y oligopleurus groeberi bordas 1943 - Ameghiniana, 1978. Vol. 15 No.3-4